# Soest
Soest ( ( hør)) er en by og kommune i Nederlandene og ligger i provinsen Utrecht. 
Kommunen tæller knap 46.000 indbyggere (april, 2011) . 
Andre byer i Soest Kommune er Soesterberg og Soestduinen.